# Tillandsia secunda
Tillandsia secunda là một loài thuộc chi Tillandsia. Đây là loài bản địa của Ecuador.

## Giống
- Tillandsia 'El Primo'